# Ricardo Lafferriere
Ricardo Emilio Lafferriere (n. Nogoyá, 1 de noviembre de 1949) es un abogado, escritor, político y diplomático argentino, perteneciente a la Unión Cívica Radical (UCR), que fungió como Senador Nacional por la provincia de Entre Ríos entre 1983 y 1995, y posteriormente como Diputado Nacional por la misma provincia entre 1995 y 1999. Ejerció también como vicepresidente primero del Senado entre 1994 y 1995.
A pesar de que su carrera política estuvo en su mayor parte restringida al ámbito legislativo y en menor medida al diplomático, se presentó como candidato radical a gobernador de Entre Ríos en las elecciones provinciales de 1987, siendo derrotado por el justicialista Jorge Pedro Busti. Por último, fue embajador de Argentina en España entre los años 2000 y 2002, no volviendo a ocupar cargos desde entonces.

## Biografía

### Primeros años
Lafferriere nació en Nogoyá, en la provincia de Entre Ríos, el 1 de noviembre de 1949. Estudió abogacía en la Facultad de Derecho y Ciencias Sociales de la Universidad Nacional del Litoral, recibiéndose a la edad de veinte años en 1969. Durante su época universitaria, comenzó su militancia en el Movimiento Universitario Reformista, y posteriormente en la Unión Cívica Radical. A partir de 1974, se hizo cargo del Estudio Jurídico Lafferriere, que su abuelo había fundado en 1912.
Como candidato de la UCR, Lafferriere fue elegido Concejal de su pueblo natal, Nogoyá, entre 1973 y 1976, cuando su mandato fue interrumpido por el golpe de Estado del 24 de marzo de 1976.

### Carrera política
Con la recuperación de la democracia, Lafferriere volvió a tener un rol activo dentro de la UCR de Entre Ríos. En las elecciones del 30 de octubre de 1983, la UCR triunfó en el país con Raúl Alfonsín como candidato a presidente. En Entre Ríos, Sergio Montiel fue elegido gobernador y el radicalismo obtuvo la mayoría en ambas cámaras del legislativo provincial. Esto último permitió que la UCR se quedara con las dos bancas que correspondían a la provincia en el Senado Nacional. Lafferriere fue de este modo elegido indirectamente para uno de estos cargos, asumiendo como senador el 10 de diciembre de 1983, junto al también radical Luis Brasesco. Dado el sistema de renovación escalonado de las bancas senatoriales, se debió realizar un sorteo entre Brasesco y Lafferriere, tocándole al primero un mandato de seis años, y al segundo uno de tres.
Durante su primer mandato como senador, Lafferriere se hizo conocido a nivel nacional por presentar un proyecto de ley denominado Ley de reglamentación del Derecho de Rectificación o Respuesta (informalmente conocido como "ley del derecho a réplica"). El proyecto, que tenía como objetivo permitir responder a los ciudadanos a toda posible injuria o falsedad por el mismo medio u organismo en el que estas se publicaran, fue presentado al Senado el 27 de septiembre de 1984 y provocó que Lafferriere fuera duramente criticado por la mayoría de los medios de comunicación nacionales, bajo el alegato de que dicho proyecto conllevaría una innecesaria restricción a la libertad de prensa. Aunque el proyecto recibió exitosamente la media sanción del Senado, la iniciativa colapsó en la Cámara de Diputados y fue rechazada el 11 de septiembre de 1985, casi un año después de su presentación.
Con la finalización, en 1986, de su mandato de tres años, la legislatura provincial entrerriana, todavía de mayoría radical, lo reeligió para un período de nueve años, lo que le daba un mandato hasta el 10 de diciembre de 1995. El mismo año de su reelección, sin embargo, se presentó como precandidato a Gobernador de la provincia de Entre Ríos en la interna radical para suceder a Sergio Montiel, que no se podía presentar a la reelección al tenerlo impedido por la constitución provincial. Su competidor sería de hecho su compañero en el Senado, Luis Brasesco, que era cercano a Montiel. No obstante, en lo que fue considerado un giro contrario a las políticas del gobernador incumbente, Lafferriere obtuvo la victoria y fue proclamado candidato a gobernador para las elecciones de 1987, con el intendente de Concepción del Uruguay, Juan Carlos Lucio Godoy, como su compañero de fórmula. Su candidatura se vio, sin embargo, empañada por el deterioro del gobierno nacional de Raúl Alfonsín y perdió previsiblemente las elecciones contra Jorge Pedro Busti, del Partido Justicialista (PJ). Lafferriere recibió el 43.85% de los votos contra el 48.98% de Busti, y ni siquiera pudo triunfar en su departamento natal de Nogoyá, aunque sí logró imponerse en Colón, Gualeguay, Federación, Feliciano, Victoria, y Villaguay.
Con la finalización de su período de nueve años en el Senado, Lafferriere se presentó como candidato a diputado en las elecciones legislativas de 1995, resultando electo por estrecho margen. Cumplió un solo mandato dentro de la cámara baja y abandonó el cargo el 10 de diciembre de 1999, con la conclusión del mismo. Después de esto, ejerció dos años como embajador de Argentina ante España en el contexto de la crisis que atravesaba el país, abandonando el cargo en 2002.
En marzo de 2003, Lafferriere se alejó de la Unión Cívica Radical y comenzó a trabajar por la candidatura presidencial de Ricardo López Murphy dentro del partido político Recrear para el Crecimiento